# Technische Universität Kaunas
Koordinaten: 54° 53′ 55″ N, 23° 54′ 44″ O
Die Technische Universität Kaunas (KTU auf Litauisch: Kauno technologijos universitetas) ist die größte Technische Hochschule in Litauen und im Baltikum. Sie hat etwa 10.000 Studierende (2021),

## Geschichte
Am 16. Februar 1922, dem Feiertag der litauischen Unabhängigkeit, fand der feierliche Eröffnungsakt der Universität Litauens im Saal (Aula) der „Höheren Kurse“ (derzeitiges KTU Haus Nr. 1) statt. Das Haus der „Höheren Kurse“ und weitere für Studium geschaffene Einrichtungen gingen in die neue Universität Litauens über.
Gleich nach der Aufnahme der Tätigkeit der Universität bestätigte das litauische Parlament das lange behandelte Statut der Universität.

### Vytautas Magnus Universität
Anlässlich des 500sten Todestages des litauischen Fürsten Vytautas am 7. Juni 1930 und nach der Einschätzung der Leistung und Bedeutung für die Wissenschaft in dem Land erhielt die Universität den Namen "Vytautas Magnus Universität – Vytauto Didžiojo universitetas (VDU) auf Litauisch.
Die Universität bestand aus sieben Fakultäten: Theologie-Philosophie, Evangelische Theologie, Geisteswissenschaften, Rechte, Mathematik-Naturwissenschaften, Medizin und Technik.
Nach der Wiedererlangung von Litauens Unabhängigkeit sind Reformen der Vytautas Magnus Universität (VDU) und Vilniusser Universitäten durchgeführt worden. Im Jahr 1940 beteiligte sich die VDU bei der Wiederherstellung der Vilniusser Universität. Im Winter sind die Fakultäten der Geisteswissenschaften und Rechte umgezogen: darunter auch 1000 Studierende von diesen Fakultäten, Lehrkräfte und Hilfspersonal, mehrere Lehrmittel und Inventar.

### Universität Kaunas
Als die Sowjetarmee das Land am 21. August 1940 besetzt hat, wurde die VDU auf Befehl von der litauischen sowjetischen Regierung zu der Universität Kaunas umbenannt. Fast alle Studierendenorganisationen wurden geschlossen, manche Professoren und Studierende verhaftet. Im Herbst ist die Fakultät für Mathematik-Naturwissenschaften nach Vilnius ausgezogen.

### Vytautas Magnus Universität
Als am 21. August 1941 Litauen durch die Deutschen besetzt wurde, kehrte die Universität zu dem Namen Vytautas Magnus zurück. Nachdem die provisorische Regierung die Universität teils reorganisiert hatte, bestand sie aus 5 Fakultäten: Theologie-, Philosophie-, Technologien-, Bauwesen- und Medizin. Als am 17. März 1943 die deutsche Okkupationsmacht die SS-Einheiten bilden wollte und daran scheiterte, schloss sie fast alle Hochschulen sowie die VDU. Damit die Jugend die Möglichkeit zum Studium in der Technik und Medizin hat, setzten die Professoren der geschlossenen Universität ihre Vorlesungen zu Hause und im Institut für Erwachsene fort. Im Jahr 1944 sprengte die zurückziehende Deutsche Armee das Institutsgebäude für Physik-Chemie.
Am 13. November 1944 beschloss die Okkupationsmacht der UdSSR die Universität wieder zu eröffnen, die bis 1946 unter dem Namen von Vytautas Magnus Universität agierte.

### Staatliche Universität Kaunas
Im Juni 1949 wurde die Fakultät für Geschichte-Philologie in der Staatlichen Universität Kaunas geschlossen.

### Polytechnisches Institut Kaunas
Am 31. Oktober 1950 wurde der Befehl vom Minister für Hochschulbildung der Sowjetunion, S. Kaftanov, erlassen, die Staatliche Universität Kaunas zum Polytechnischen Institut Kaunas (der ersten Kategorie) und die Medizinfakultät zum Medizinischen Institut Kaunas (der zweiten Kategorie) zu reorganisieren. Das Polytechnische Institut Kaunas agierte von 1951 bis 1990 und war die erste selbstständige technische Hochschule.
Als der erste Rektor Professor Kazimieras Baršauskas 1964 starb, schlug die Institutsleitung dem Zentralkomitee der litauischen kommunistischen Partei vor, das Institut mit dem Namen des Verstorbenen zu nennen, aber dies wurde nicht akzeptiert. Doch nach der Einschätzung der Verdienste vom Professor K. Baršauskas wurde das von ihm gegründete Laboratorium für Ultraschall im Polytechnischen Institut Kaunas (KPI) nach seinem Namen benannt.
Vom 22. April 1974 bis zum 23. Oktober 1989 hieß KPI Antanas-Sniečkus-Polytechnisches Institut Kaunas.
Im Jahr 1989 wurde die Mittelschule von KPI probeweise gegründet und später zum KTU-Gymnasium umbenannt; es war die erste universitäre Schule in Litauen für begabte Schüler. Im Jahr 2010 war diese Schule als die beste sekundäre Bildungseinrichtung in unserem Land ausgezeichnet (nach Ratings von der Wochenzeitschrift „Veidas“).

### Technologische Universität Kaunas
Auf Befürwortung der Mehrheit des Institutsrates am 4. April 1990 wurde KPI zur Technologischen Universität Kaunas umbenannt und ein Antrag zur Änderung der Benennung beim Obersten Rat von Litauen gestellt. Auf Beschluss vom Präsidium des Obersten Rates von Litauen vom 31. Oktober 1990 kehrte der frühere universitäre Status vom 16. Februar 1922 an KPI zurück.
Am 27. März 1991 bestätigte die zweite Konferenzsitzung der Belegschaft der Universität das Universitätsstatut. Die Konferenz hat nicht nur das Statut akzeptiert, sondern auch die weitere Reformierung der Universität beschlossen.
Die Veränderungen umfassten nicht nur die Namensänderung der Universität, sie wurde zur technischen Institution mit einem universellen Studiensystem.
Im Jahr 1992 wurde auf ein dreistufiges Hochschulsystem umgestellt. Das flexible modulare Leistungspunktsystem wurde eingerichtet und weiterentwickelt. Akzente werden hierbei auf den wissenschaftlichen Anteil des Studiums, die Grundlagenausbildung und das selbstständige Arbeiten gesetzt. Um die Internationalisierung zu fördern und mehr ausländische Studierende anzuziehen, wurden die Studiengänge fremdsprachig ausgelegt. 1998 schloss sich die KTU der Großen Hochschulcharta (Magna Charta Universitatis auf Lateinisch) an und in einigen Jahren wurde ein Mitglied der 9 internationalen Organisationen.
Es wurde das regionale KTU Gründerzentrum für Business (KTU Regional Business Incubator auf Englisch) gegründet. Das ist das erste technologische Gründerzentrum in Litauen, das die Neugründungen von Unternehmen (Start Up auf Englisch) unterstützt.
Im Jahr 2007 erhielt die KTU eine Auszeichnung von der Weltorganisation für geistiges Eigentum (WIPO auf English) für die Patentierung und Registrierung der gewerblichen Objekte.
Im Jahr 2008 sind Professoren Vytautas Getaučius und Juozas Vidas Gražulevičius von der Fakultät für Chemietechnologie mit der WIPO Auszeichnung geehrt worden.
Der Preis für Zusammenarbeit in der Entwicklung (Nacionalinė pažangos premija auf Litauisch), der einen Beitrag zur Verbesserung der Lebensqualität und Erhöhung Wettbewerbsfähigkeit eines Landes repräsentiert, wurde für Professor Rymantas Jonas Kažys für die Entwicklung von Ultraschall-Technologien zur Messung und Diagnose verliehen. Für einen Durchbruch in der europäischen wissenschaftlichen Forschung und Anwendungsräumen wurde Rymantas Jonas Kažys geehrt.
Im Jahr 2008 erhielt das KTU Institut für Umwelttechnik (geleitet von Professor Jurgis Kazimieras Staniškis), das „Energy Globe Award“ für das System für Cleaner Produktion, Innovation, Entwicklung und Implementierung in der Industrie (APINI-SPIN auf English). Im Jahr 2010 erhielt Professor J. K. Staniškis den Ostsee-Preis (The Baltic Sea Award 2010 auf English). Er ist zurzeit der erste litauische Wissenschaftler, der diesen ehrenhaften Preis erhalten hat; dieser Preis wird an Personen oder Organisationen verliehen, die die Forschungsergebnisse und technische Entscheidungen praktisch umsetzen konnten, die große Auswirkung auf die Ostsee sowie die nachhaltige Entwicklung dieser Region hat.
Im Jahr 2009 verlieh die Exekutivagentur der Europäischen Kommission (EACEA auf English) der KTU das Diplomzusatzlabel (Diploma Supplement Label auf Englisch). Die Diplome mit diesen Zusätzen werden in ganz Europa anerkannt, deshalb erleichtern sie den Absolventen die Arbeitssuche nicht nur in ihrem Heimatland, sondern auch im Ausland.
Bei den Auszeichnungen der Kaunasser Jugend erhielt KTU die Nominierung als der beste Jugendpartner und der Allgemeine Studierendenausschuss der KTU
An der KTU ist die KTU Kinder-Universität eröffnet, wo die Kinder zwischen 8 und 12 Jahren verschiedene Wissenschaftszweige kennenlernen können. Dabei können sie mit Wissenschaftlern kommunizieren, Labore besuchen und wissenschaftliche Forschungen beobachten.
Im Jahr 2010 wurde ein Vertrag in Bezug auf die Finanzierung des ersten Investitionsprojekts für das integrierte Valley „Santaka“ (für Wissenschaft-Studium-Business) unterschrieben. Im Rahmen des Projekts wurde beschlossen, in Kaunas im KTU Campus ein nationales Zentrum für Forschung und Entwicklung (F&E) mit offenem Zugang zu gründen. Hier werden für litauische Wirtschaft wichtige Technologien der nachhaltigen Chemie, Mechatronik, Energetik, Informatik und Kommunikation gezielt entwickelt; diese Branchen machen heutzutage einen wichtigen Teil des litauischen Exports aus. Der Projektwert umfasst 33,96 Millionen Euro. Das Kompetenzzentrum für Lebensmittelwissenschaften und Technologien hat das Projekt realisiert. Dieses Projekt vom Valley „Nemunas“ (für Wissenschaft-Studium-Business) wurde von der KTU und dem Institut für Garten- und Pflanzenbau am litauischen Zentrum der Agrar- und Forstwirtschaftswissenschaften gegründet (Lietuvos agrarinių ir miškų mokslų centro sodininkystės ir daržininkystės institutas auf Litauisch). Im Zentrum sind Forschungseinrichtungen für Lebensmitteltechnik, -technologien und -qualitätsanalyse konzentriert; sie ermöglichen die Modellierung, Optimierung und Forschung von Lebensmittelproduktion und -lagerung.
Das Jahr 2013 war das erste Jahr von dem erneuerten Universitätsprogramm, in dem die Verwirklichung von mehr als 30 gemeinsamen Projekten mit anderen Universitäten begann; darunter Management von Studiengängen, Verbesserung der Studienqualität, Internationalisierung, Entwicklung der Humanressourcen, Optimierung und Management der Infrastruktur, Entwicklung von Marketing und Kommunikation.
Zugestimmt wurde dem verbesserten Managementsystem der KTU-Studiengänge: es wurde die Bildung von den institutionellen Ausschüssen für Studiengänge angeordnet, die das Potenzial von gesamten akademischen Abteilungen mobilisieren; das Mentoring Programm entwickelt; ausgearbeitet und bestätigt ist eine neue Struktur der akademischen Unterteilung im Einklang mit Traditionen der Fakultäten, mit ihrem Image auf der nationalen und internationalen Ebene, mit ihrer Wirtschaftlichkeit und Kontinuität der Aktivitäten. Es wurde beschlossen, alle Einrichtungen im KTU-Campus zu konzentrieren, in dem bereits die grundlegende wissenschaftliche Forschungsbasis und Labors vorhanden sind. Die ehemaligen 14 Fakultäten wurden zu neuen 9 reorganisiert.
Im Sommer 2013 wurde der Ehrendoktortitel der KTU Sir Richard Branson verliehen, einem berühmten britischen Geschäftsmann, Milliardär, einem der Gründer der bekanntesten globalen Unternehmensgruppe „Virgin Group“.
Im Jahr 2014 wurde Anders Fogh Rasmussen, der Generalsekretär für Nordatlantikvertrag-Organisation (NATO), mit dem Ehrendoktortitel der KTU gewürdigt: für den Einsatz fortschrittlicher zukünftiger Technologien zum Erzielen der intelligenten Verteidigungskonzeption, für intellektuelle Aufrichtigkeit im Schutz von allgemeinen Freiheitsidealen.
Den Ehrendoktortitel für Stärkung der Unternehmenskultur bekam im selben Jahr Alex Sozonoff, einer der Gründer von „Startup Space“ sowie des Zentrums für Innovation und Business; er betreut auch die Beziehungen zwischen Aalto (Finnland), Stanford (USA) und der KTU.
Mit Insignien des KTU-Ehrendoktors wurde Vladas Lašas, Arzt und Geschäftsmann geehrt: für die Förderung der Wissenschaft, Technologien, Innovationen und Unternehmenskultur in Litauen und an der KTU. Auf die Initiative von V. Lašas war der erste litauische Satellit „LitSat-1“ an der KTU ins Leben gerufen.
Den Namen des Ehrendoktors erhielt Jūratė Kristina Kazickaitė-Altman, Philanthropin der Wissenschaft: für die Vergabe der alljährlichen Namensstipendien für Studierende, bedeutsame finanzielle Unterstützung der Lehrkräfte, der Veranstaltungen und Wettbewerbe, für die verdiente Anerkennung in der akademischen Gemeinschaft und Organisieren der Aktivitäten von der Familienstiftung Dr. Juozas Petras Kazickas in Litauen und an der KTU.
Am 1. September 2014 begann seine Tätigkeit das KTU Lyzeum des Ingenieurwesens, die erste Bildungseinrichtung dieser Art im Land.

## Rektoren
Die Universität Litauens (16. Februar 1922 – 7. Juni 1930):
- Jonas Šimkus (1922–1923)
- Vincas Čepinskis (1923–1924)
- Pranciškus Būčys (1924–1925)
- Petras Avižonis (1925–1926)
- Mykolas Biržiška (1926–1927)
- Mykolas Riomeris (1927–1928)
- Pranas Jodelė (1928–1929)

Vytautas Magnus Universität (7. Juni 1930 – 21. August 1940):
- Vincas Čepinskis (1929–1933)
- Mykolas Riomeris (1933–1939)
- Stasys Šalkauskis (1939–1940)

Universität Kaunas (21. August 1940 – 22. Juni 1941):
- Antanas Purėnas (1940–1941)

Vytautas Magnus Universität (22. Juni 1941 – 10. Oktober 1944):
- Julijonas Gravrogkas (1941–1944)

Am 16. März 1943 wurde die Universität durch die deutsche Okkupationsmacht geschlossen.
Staatliche Vytautas Magnus Universität Kaunas (10. Oktober 1944 – 7. Juni 1946):
- Antanas Purėnas (1944–1946)

Staatliche Universität Kaunas (7. Juni 1946 – 31. Oktober 1950):
- Juozas Kupčinskas (1946–1950)

Polytechnisches Institut Kaunas (31. Oktober 1950 – 31. Oktober 1990):
- Kazimieras Baršauskas (1950–1964)
- Marijonas Martynaitis (1964–1983)
- Vladislavas Domarkas (1983–1990)

Technologische Universität Kaunas (seit 31. Oktober 1990)
- Vladislavas Domarkas (1990–1992)
- Kęstutis Kriščiūnas (1992–2000)
- Ramutis Petras Bansevičius (2000–2007)
- Raimundas Šiaučiūnas (2007–2011)
- Petras Baršauskas (seit 31. Mai 2011)

## Ehrendoktoren
2017
- Klaus Schwab

2014
- Vladas Lašas
- Alex Sozonoff
- Jūratė Kristina Kazickaitė-Altman
- Anders Fogh Rasmussen

2013
- Richard Branson

2012
- Hans Peter Jensen

2008
- Manfred Horvat
- Sören Mattsson

2006
- Václav Klaus
- Emanuelis Kęstutis Jarašūnas

2004
- Romualdas Šviedrys

2003
- Jonas Mockus

2002
- Bronislovas Lubys
- Max Schweizer

2001
- Algirdas Mykolas Brazauskas

2000
- Ulrich Daldrup
- Lars Ryden
- Günter Lattermann

1999
- Feliksas Palubinskas
- Terence Henry McLaughlin
- John Arnoldus Berendse
- Klaus K. Unger
- Edvardas Jasaitis

1998
- Jurgis Vilemas
- Adolfas Laimutis Telksnys
- Juozas Petras Kazickas
- Kazys Sekmakas
- Irene Lange
- Egons Lavendelis
- Romualdas Kašuba
- Valdas Adamkus

1996
- Friedrich Marcks

1995
- Algirdas Marchertas
- Jeffrey A. G. Knight
- Roland G. Verhé

1994
- Stasys Bačkaitis

1993
- Juozas Rimvydas Vaišnys
- Rimas Vaičaitis

Als Ehrendoktoren sind ernannt:
- Pranas Mašiotas, der Ehrendoktortitel ist im Jahr 1923 an der Fakultät für Mathematik und Naturwissenschaften verliehen
- Petras Vileišis, der Ehrendoktor- und Ingenieurtitel wurde im Jahr 1926 an der Fakultät für Technische Wissenschaften verliehen
- Aleksandras Dambrauskas, der Ehrendoktortitel wurde im Jahr 1928 von der Universität Litauens der Fakultät für Mathematik und Naturwissenschaften verliehen.

## Ehrenprofessoren
- Viktorija Šenavičienė
- Mykolas Daunys
- Danielius Eidukas
- Algirdas Matukonis
- Kazimieras Šešelgis

## Absolventen
- Tautvydas Barštys (* 1958), Unternehmer und Politiker von Kaunas
- Ilja Bereznickas (* 1948), Animationsfilmer, Illustrator und Karikaturist
- Virgilijus Vladislovas Bulovas (1939–2024), Politiker, Diplomat und Hochschullehrer
- Algirdas Brazauskas (1932–2010), Politiker, Präsident und Premierminister
- Gintaras Didžiokas (* 1966), Politiker, Mitglied des Europäischen Parlaments
- Donatas Jankauskas (* 1958), Politiker, Mitglied des Seimas, Minister
- Ligitas Kernagis (* 1963), Sänger, Musiker, Politiker und Mitglied von Seimas
- Giedrius Antanas Kuprevičius (* 1944), Komponist und Musiker, ehemaliger Politiker
- Evaldas Lementauskas (* 1970), Politiker, Mitglied des Seimas, stellvertretender Bürgermeister von Šiauliai und Vilnius
- Arvydas Kostas Leščinskas (* 1946), Politiker
- Linas Antanas Linkevičius (* 1961), Diplomat und Politiker
- Bronislovas Lubys (1938–2011), Chemieingenieur und Unternehmer, Gründer des Konzerns „Achemos grupė“, Ministerpräsident, Mäzen
- Lyda Lubienė (* 1957), Chemieingenieurin, Großaktionärin von „Achemos grupė“
- Ramūnas Miliauskas, Chemieingenieur, Leiter des Chemiebetriebs AB „Achema“
- Rimantas Sinkevičius (* 3 1952), Chemieingenieur und Politiker, Mitglied des Seimas
- Jonas Sirvydis (* 1936), Maschinenbau-Ingenieur, Leiter von AB „Achema“, Ehrenbürger von Jonava
- Marijus Arvydas Šliogeris (* 1944), Philosoph, Übersetzer und Forscher des deutschen Existentialismus, Essayist und Professor
- Antanas Trumpa (* 1942), Unternehmer und Industrieller
- Viktor Uspaskich (* 1959), Politiker und Unternehmer
- Darius Valys (* 1972), Jurist, Generalstaatsanwalt Litauens
- Birutė Vėsaitė (* 1951), Politikerin, Mitglied des Seimas

## Fakultäten
- Fakultät für Chemische Technologie;
- Fakultät für Maschinentechnik und Design;
- Fakultät für Wirtschaftswissenschaft und Business;
- Fakultät für Elektrotechnik und Elektronik;
- Fakultät für Mathematik und Naturwissenschaften;
- Fakultät für Sozialwissenschaften, Geisteswissenschaften und Künste;
- Fakultät für Informatik;
- Fakultät für Technologien und Business in Panevėžys, Oberlitauen;
- Fakultät für Bauingenieurwesen und Architektur.

## Institute
- Institut für Umweltingenieurwissenschaften
- Institut für Architektur und Bauingenieurwesen
- Institut für Biomedizintechnik
- Institut für Verteidigungstechnologien
- Institut für Lebensmittel
- Institut für Mechatronik
- Institut für Werkstoffkunde
- Institut für Messtechnik
- Institut für Ultraschallforschung von Professor Kazimieras Baršauskas
- Institut für Gesundheitstelematik

## Andere Einrichtungen
- Bibliothek der Technologischen Universität Kaunas
- Karrierezentrum
- Sportzentrum
- Nationales Zentrum für Innovation und Business
- Zentrum für Projektentwicklung
- Development-Center für Studierende
- Allgemeiner Studierendenausschuss (KTU SA)

## Internationale Beziehungen
Die Universität ist Mitglied von folgenden internationalen Organisationen:
- Europäischer Universitätsverband (European University Association (EUA) auf Englisch);
- Europäische Gesellschaft für Ingenieur-Ausbildung (Société Européenne pour la Formation des Ingénieurs (SEFI));
- Konferenz Europäischer Schulen für weiterführende Ausbildung und Forschung (The Conference of European Schools for Advanced Engineering Education and Research (CESAER) auf English);
- Internationale Assoziation für fortlaufende Ingenieurausbildung (International Association of Continuing Engineering Education (IACEE) auf English);
- Netzwerk für fortlaufende Ausbildung von Europäischen Universitäten (European Universities Continuing Education Network (EUCEN) auf English);
- Netzwerk von Universitäten in der Ostsee-Region (Baltic Sea Region Universities Network (BSRUN) auf English);
- Verband der Technischen Universitäten der Baltischen Staaten (Association of Technical Universities of Baltic States (ATUBS) auf English);
- Universitätskonsortium der Baltischen Staaten für Wissenschaft und Technologie (BALTECH auf English);
- Weltweites Netzwerk für Konvention („Global Compact“ auf English).

Die KTU unterzeichnete mehr als 60 bilaterale Kooperationsvereinbarungen mit ausländischen Hochschulen. Die Universität arbeitet nicht nur mit den europäischen Ländern zusammen, sondern auch mit Japan, Südkorea, Singapur, Australien und Brasilien. Darüber hinaus gibt es mehr als 200 bilaterale Kooperationsvereinbarungen zwischen den Erasmus-Partnern in Europa. Von 1999 bis 2009 studierten fast 400 Erasmus-Studierende aus den europäischen Hochschulen an der KTU.
In den zwanzig Jahren, die Litauen unabhängig ist, wurde die KTU von vielen ausländischen Gästen besucht, unter ihnen waren Albert II, König von Belgien, Mstislav Rostropovich, der berühmte Cellist, Pianist und Dirigent, Heinrich Rohrer, der Schweizer Physiker und Nobelpreisträger, Beatrice, die Königin der Niederlande.